# Стефан I Глухия
Стефан I Глухия (на румънски: Ștefan Surdul) е владетел на Влашко между юни 1591 и ноември 1592 г.

## Живот
Незаконороден син на молдовския войвода Йоан Лютий, Стефан Глухия е назначен от османците за управител на Влашко с условието да осигури изплащането на дълговете на предшественика си Михня II Турчин. Неспособен да изпълни обещанието си, той е свален от трона след по-малко от година.
След като за кратко е заточен на остров Хиос, Стефан успява да спечели доверието на великия везир Синан паша и е поставен на мястото на непокорния молдовски княз Арон Тиран през 1594 г. Участва във военна кампания начело на 8000 турци през януари 1595, но е разбит от Михай Витязул на 2 февруари 1595, докато се опитва да премине замръзналия Дунав, където се удавя.

## Семейство
Стефан Глухия се жени около 1590 г. за една от дъщерите на Андроник Кантакузин (1553 – 1601).